# 尹鑴
尹鑴（韓語：윤휴，1617年—1680年5月20日），字斗魁、又字希仲，號白湖、又号夏軒，本貫南原尹氏，李氏朝鮮中期的政治家和思想家。南人黨中進人物。李氏朝鮮中期的禮訟論爭時南人主要論客，他是西人性理學家宋時烈的政敵之一。

## 著作
- 《四端七情人心道心说》
- 《白湖全書》
- 《讀書記》
- 《周禮說》
- 《中庸大學後說》
- 《中庸說》
- 《白湖文集》
- 〈顯宗大王行狀〉